# فيليپ هورڤات
فيليپ هورڤات، هو عالم فرنسي يعمل مع شركة دو پون للتغذية والصحة. كان عمله جزءاً لا يتجزأ من تطوير كريسپر-كاس، المنهجية الكيميائية الحيوية متعددة الاستخدامات للهندسة الوراثية المستهدفة. من أجل عمله، فاز بجائزة ماسري 2015 بالمشاركة مع إمانويل كارپنتر وجنيفر دودنا، وجائزة كندا گيردنر الدولية 2016، بالاشتراك مع كارپنتر ودودنا بالإضافة إلى فنگ ژانگ، رودلف بارانگو، أنتوني فوسي، فرنك پلومر.

## أبحاثه
منذ أواخر 2002، تركزت أنشطته البحثية حول كريسپر. كان عمله المبكر يهدف إلى تعزيز تحمل مزارع بادءات البكتريا لتحسين تصنيع الجبن والآيس كريم، ولاسيما الجهود المبذولة لمعالجة العاثيات--الڤيروسات التي تصيب البكتريا. استكشف هورڤات قطاعات في الجينوم البكتيري متعنقدة ويتخللها بانتظام تكرارات قلب مستو قصيرة، سواء من أجل فائدتهم في التفرقة بين السلالات، ولدورهم في الجهاز المناعي البكتيري. ولأن آلية الدفاع الڤيروسية في بدائيات النوى تلك كانت غير معروفة، فقد تم التوصل إلى أن الكريسپر يمكن استخدامه مع بعض الانزيمات النيوكليز الداخلية في تحرير الجينوم والتنظيم الجيني. في 2016، كان فيليپ مخترع-مشارك في 95 براءة اختراع و/أو تطبيق، ومؤلف-مشارك في 31 مقالة بحثية.

## وصلات خارجية
- Philippe Horvath on هوية مفتوحة للباحثين والمساهمين
- Philippe Horvath on Researcher ID
- Philippe Horvath on the Copains d’avant social network